# شکلات سفید
شکلات سفید (انگلیسی: white chocolate) یک فراورده تهیه شده از کره کاکائو می‌باشد. در واقع محتویات آن با شکلات‌های معمولی متفاوت می‌باشد، زیرا که حاوی ذرات غیر چربی دانه‌های کاکائو نمی‌باشد. به همین دلیل نیز به صورت عمده حاوی آنتی‌اکسیدان‌های موجود در دانهٔ کاکائو و نیز کافئین نمی‌باشد. این شکلات از اضافه کردن شکر و شیر به کرهٔ کاکائو تهیه می‌شود. همچنین از وانیل یا سایر طعم دهنده‌ها نیز در آن ممکن است استفاده گردد.